# Панисский Исток
Панисский Исток — река в России, протекает по Томской области. Устье реки находится по правому берегу реки Панинский Ёган. Длина реки составляет 32 км.

## Данные водного реестра
По данным государственного водного реестра России, относится к Верхнеобскому бассейновому округу, водохозяйственный участок реки — Обь от впадения реки Васюган до впадения реки Вах, речной подбассейн реки — Васюган. Речной бассейн реки — (Верхняя) Обь до впадения Иртыша.
Код объекта в государственном водном реестре — 13010900112115200035807.